# 1088
Năm 1088 là một năm trong lịch Julius.